# Резолюция 112 на Съвета за сигурност на ООН
Резолюция 112 на Съвета за сигурност на ООН е приета на 6 февруари 1956 г. по повод кандидатурата на Судан за членство в ООН. С Резолюция 112 Съветът за сигурност препоръчва на Общото събрание на ООН Судан да бъде приет за член на Организацията на обединените нации.